# Estádio Parque Alfredo Víctor Viera
O Estádio Parque Alfredo Víctor Viera é um estádio de futebol, localizado no bairro Prado, na cidade de Montevidéu, capital do Uruguai e pertence ao Montevideo Wanderers Fútbol Club. O estádio foi fundado em 15 de outubro de 1933 e possui capacidade para 10.000 espectadores.